# Franck Giovannini
Franck Giovannini, né le 16 avril 1974 à Tramelan dans le Jura bernois est un chef cuisinier suisse. Il est le 4e chef de cuisine du restaurant étoilé de l’Hôtel de Ville à Crissier (Suisse) et a été élu Cuisinier de l’année 2018 par le Gault et Millau.

## Biographie
Franck Giovannini fait son apprentissage de cuisinier en 1989 à L’auberge de la Couronne à Apples, en Suisse, dans le Canton de Vaud, aux côtés du chef Claude Joseph. 
En 1993, il part au Canada où il officie en tant que commis de cuisine au Dean Ross Catering à Victoria. L'année suivante, Franck Giovannini devient chef de partie au restaurant Lespinasse de l'Hôtel St. Regis à New York, sous la direction du chef Gray Kunz.
De retour en Suisse en 1995, Franck Giovannini est engagé par Frédy Girardet comme chef de partie au Restaurant de l’Hôtel de Ville à Crissier.
Quatre ans plus tard, il repart travailler aux États-Unis comme sous-chef au restaurant de l'hôtel et spa Stonehedge dans l’état du Massachusetts. 
En 2000, Franck Giovannini réintègre la brigade de cuisine du Restaurant de l’Hôtel de Ville à Crissier en tant que sous-chef aux côtés de Benoît Violier. L'établissement est alors dirigé par Philippe Rochat. Par suite, en 2012, lorsque Benoît Violier reprend la direction, Franck Giovannini en devient le chef de cuisine.
Début 2016, après le décès de Benoît Violier, Brigitte Violier, nouvelle directrice générale de l’établissement, confirme « comme une évidence » Franck Giovannini dans sa fonction et ses responsabilités de chef de cuisine,.
Malgré ces bouleversements, le Guide Michelin décerne en 2017 3 étoiles au Restaurant de l’Hôtel de Ville, faisant de Franck Giovannini le quatrième chef triplement étoilé à Crissier après Frédy Girardet, Philippe Rochat et Benoît Violier. De même, à l'instar d'autres grands guides gastronomiques, le Gault & Millau confirme sa note de 19/20
Le 16 août 2018, Franck Giovannini succède à Brigitte Violier à la direction de l’établissement. Les actions détenues par la famille Violier sont intégralement reprises par les principaux actionnaires du site, groupe rejoint en 2017 déjà par Franck Giovannini.

## Titres, récompenses et activités dans le domaine culinaire
- Cuisinier d’or, 1re place, Concours KADI, Sélection nationale suisse du Bocuse d’or, Berne, Suisse (2006)[9] ;
- Bocuse de Bronze, 3e place, Finale Internationale du Bocuse d’or, Lyon, France (2007)[10] ;
- 1re place, Concours international des Disciples d’Escoffier (2009)[11] ;
- Cuisinier d’or, 1re place, Concours KADI, Sélection nationale suisse du Bocuse d’or, Berne, Suisse (2010)[9] ;
- Prix spécial du plat de poisson, 5e place au classement général, Finale internationale du Bocuse d’or, Lyon, France (2011)[12] ;
- Diplôme de reconnaissance, Union compagnonnique des devoirs unis (2010)[réf. nécessaire] ;
- Chef de l’avenir, Académie internationale de la gastronomie (2012)[13] ;
- Membre fondateur et Président de l’Académie suisse du Bocuse d’or ;
- Initiateur, doyen et professeur de l’académie de cuisine Benoît Violier[14] ;
- Président de la Délégation suisse de l’Académie culinaire de France[15] ;
- Initiateur, aux côtés de Benoît Violier, du 1er Grand Prix Joseph Favre ; membre du Conseil de fondation ;
- Membre du Bocuse d’or Winners Academy[16] ;
- Membre des Disciples d’Escoffier ;
- Membre de l’Amicale vaudoise des chefs de cuisine ;
- ChefAlps Ambassadeur[17] ;
- Membre du jury de divers concours culinaires en Suisse et à l’international ;
- Cuisinier de l'année Gault & Millau, édition 2018[1].